# James Carnegie

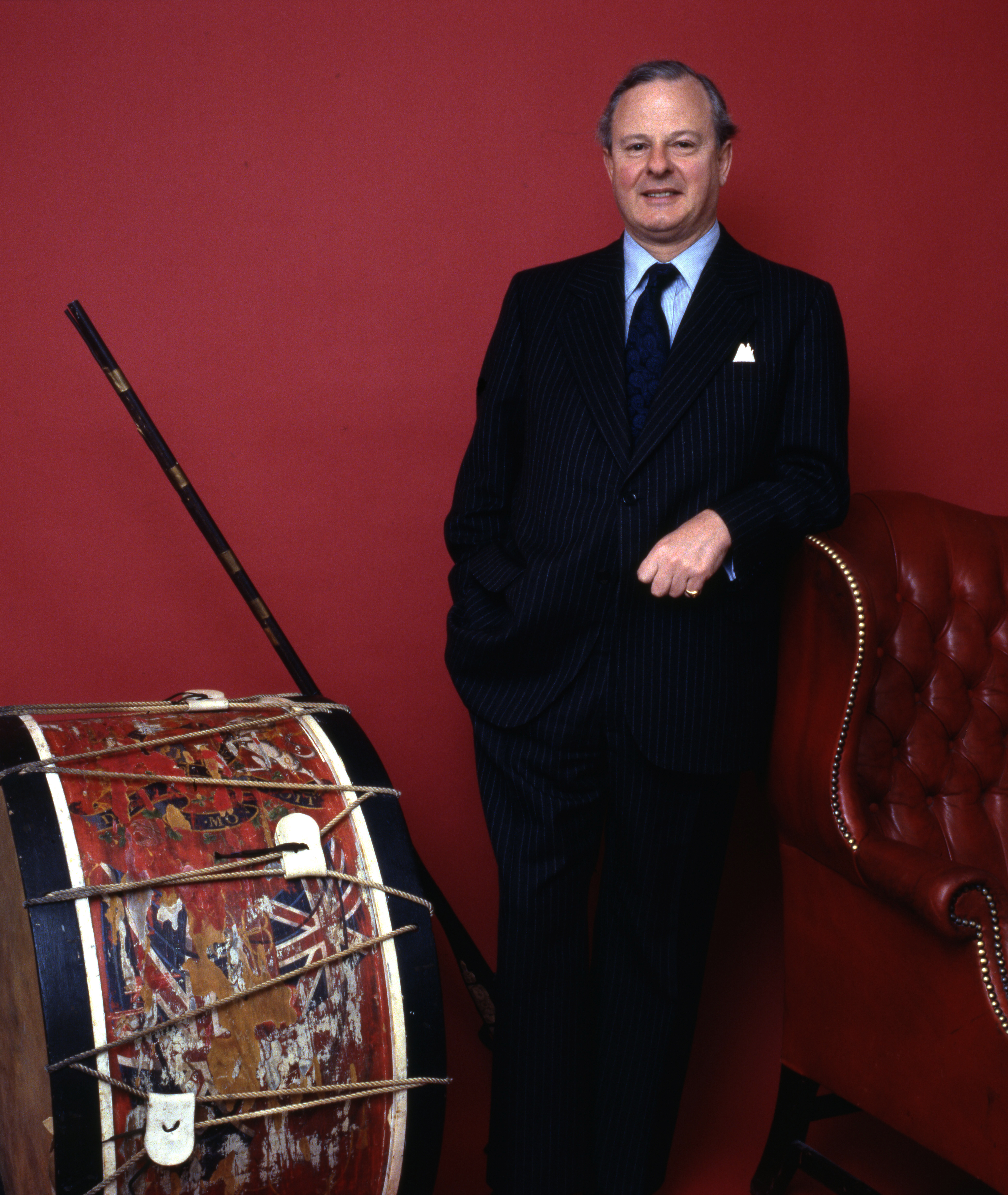
James Carnegie, 3e hertog van Fife (1985)

James George Alexander Bannerman Carnegie (Londen, 23 september 1929 – 22 juni 2015) volgde zijn tante Alexandra op in de titel van het hertogdom, als hertog van Fife en graaf van Macduff.
Hij was ver familielid van de Britse koninklijke familie als de kleinzoon van prinses Louise van het Verenigd Koninkrijk, dochter van koning Eduard VII. Hij ontving geen toelage van de staat en hoefde geen officiële verplichtingen te vervullen.

## Hertog van Fife
James was de enige zoon van Charles Carnegie, 11e graaf van Southesk, en prinses Maud van Fife, kleindochter van koning Eduard VII. Als zoon van de graaf van Southesk kreeg hij de titel Lord Carnegie.
Het hertogdom Fife werd in 1889 toegewezen aan zijn grootvader, Alexander Duff, 1ste hertog van Fife, door koningin Victoria bij zijn huwelijk met de oudste dochter, Louise, van de toenmalige prins van Wales, Eduard VII. Deze titel ging vervolgens over op hun oudste dochter Alexandra. Haar zoon overleed echter eerder dan Alexandra zelf, waardoor de titel na haar dood overging op haar neef James. Hij werd dus in 1959 hertog van Fife en graaf van Macduff. Later volgde hij zijn vader op als de twaalfde graaf van Southesk in 1992.

## Huwelijk
In 1956 trad Lord Carnegie in het huwelijk met de Caroline Dewar. Ze scheidden echter weer in 1966. Ze kregen drie kinderen:
- Een doodgeboren zoon (1958)
- Alexandra Clare (1959)
- David Charles (1961)